# سيرين كولدينغ
سيرين كولدينغ (بالدنماركية: Søren Colding)‏ (مواليد 2 سبتمبر 1972) هو لاعب كرة قدم. يلعب مع منتخب الدنمارك لكرة القدم. سبق له أن لعب في كأس العالم لكرة القدم مع منتخب بلاده.

## مسيرته الكروية
لعب سيرين كولدينغ خلال مسيرته الاحترافية مع 3 أندية في ستة عشر موسمًا وسجل خلالها 22 هدفًا ضمن 356 مباراة. حيث فاز في موسمين بالكأس وفي ثلاثة مواسم بالدوري.
خاض سيرين كولدينغ مسيرته مع نادي بولدكلوبن فرم في موسم 1991–92 ولمدة موسمين، مشاركًا في 13 مباراة سجل خلالها هدفًا واحدًا. ثم انتقل إلى نادي بروندبي في موسم 1993–94 ليلعب معه ثمانية مواسم، حيث شارك في 194 مباراة سجل خلالها 18 هدفًا. لينتقل بعدها إلى نادي بوخوم في موسم 2000–01 ليلعب معه ستة مواسم، مشاركًا في 149 مباراة سجل خلالها 3 أهداف.

## روابط خارجية
- سيرين كولدينغ على موقع الاتحاد الدولي (مؤرشف)  (الإنجليزية)
- سيرين كولدينغ على موقع قاعدة بيانات كرة القدم.إي يو (الإنجليزية)
- سيرين كولدينغ على موقع بيانات كرة القدم. دي إي (الألمانية)
- سيرين كولدينغ على موقع ناشيونال فوتبول تيمز (الإنجليزية)
- سيرين كولدينغ على موقع Soccerway.com (الإنجليزية)
- سيرين كولدينغ على موقع عالم كرة القدم.نت (الإنجليزية)